# Чемшеник
Чемшеник (словен. Čemšenik) — поселення в общині Загорє-об-Саві, Засавський регіон, Словенія. Висота над рівнем моря: 630,5 м.